# おちゃめ機能
「おちゃめ機能」（おちゃめきのう）は、ラマーズPがゴジマジP名義で2010年に発表した楽曲で、ボーカルとして音声合成ソフト「UTAU」の「重音テト」が用いられている。

## 歌詞
本作は、英語交じりの直球なラブソングのような冒頭で始まる一方、歌詞の全体はUTAUとしての重音テトを描いており、たとえば「どら焼きは主食になれない」というフレーズは、彼女の好物である「どら焼き」を本人に見立て、初音ミクといったVOCALOIDを「主食」に見立てている。また、歌詞には夢オチを示唆する表現も含まれている。

## 反響
ポップで印象的なメロディから人気を博し、多くの「歌ってみた」動画が投稿され、歌い手「ろん」による動画は150万再生を突破した。
ボカロPの大漠波新が2025年の鼎談で語ったところによると、本作はVOCALOIDのシーンだけでなく、ニコニコ動画全体で盛り上がっていたという。

## メディアでの使用
セガによるiOS/Android向けアプリ『プロジェクトセカイ カラフルステージ! feat. 初音ミク』においては、2024年5月7日に本作が追加された。重音テトが歌うバージョンは「バーチャル・シンガーver.」と、鏡音レンと「ワンダーランズ×ショウタイム」が歌う「セカイver.」の2種類が存在する。
2015年3月19日には、日本マクドナルドが夜間向けサービス「倍マック」のプロモーション動画として、本楽曲をオマージュしたものをXにて公開した。